# Calophya stigmotacta
Calophya stigmotacta är en insektsart som beskrevs av Brown och Hodkinson 1988. Calophya stigmotacta ingår i släktet Calophya och familjen Calophyidae. Inga underarter finns listade i Catalogue of Life.